# HagaZiekenhuis Den Haag

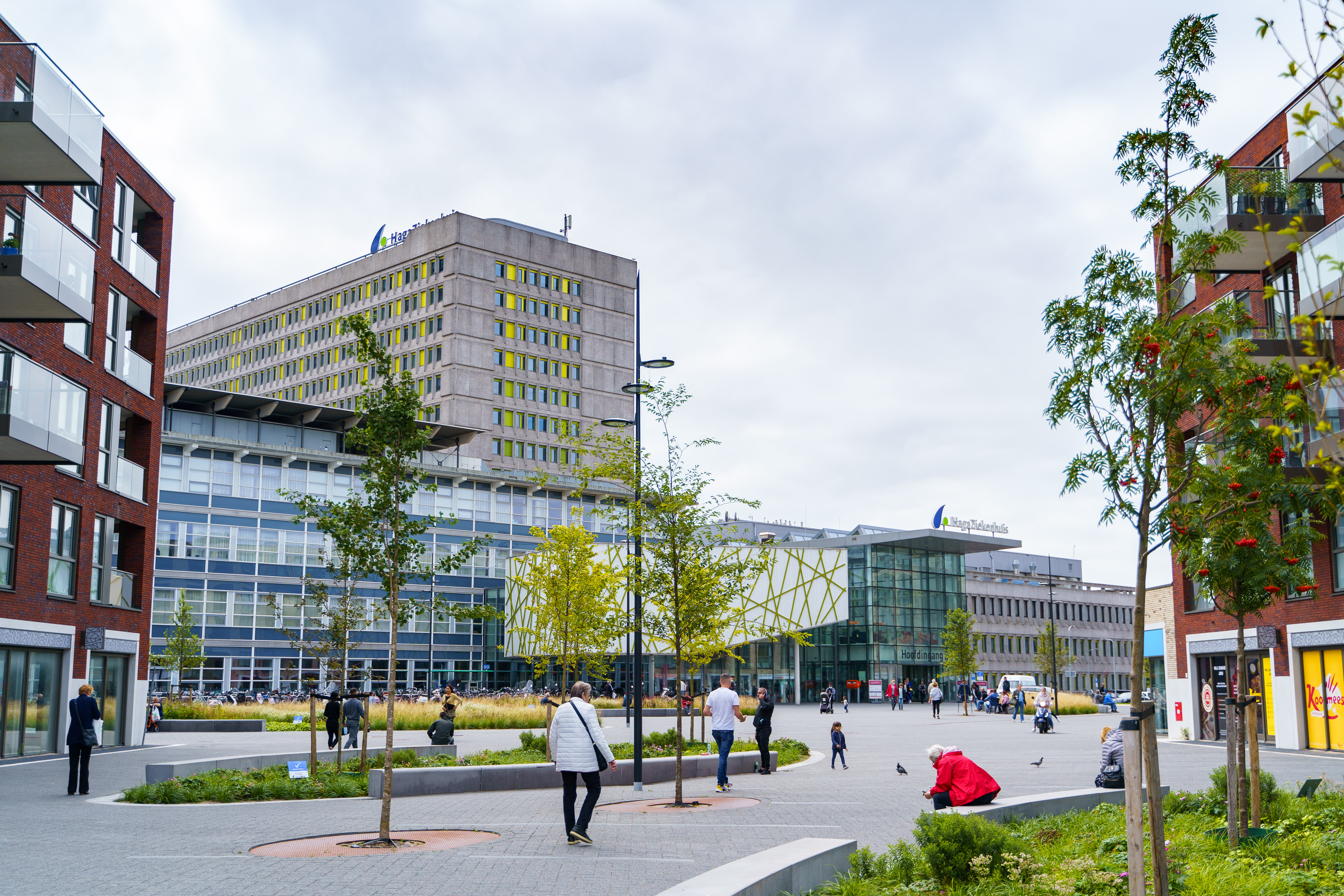
Het HagaZiekenhuis, locatie Leyweg te Den Haag

Het HagaZiekenhuis Den Haag, eerder Ziekenhuis Leyenburg genoemd, is een ziekenhuis in de Haagse wijk Leyenburg. Het kreeg de naam HagaZiekenhuis na een fusie in 2004 met het Rode Kruis Ziekenhuis en Juliana Kinderziekenhuis. De instelling is gevestigd aan het Els Borst-Eilersplein en richt zich voornamelijk op de acute en complexe patiëntenzorg. In 2023 zijn het HagaZiekenhuis en het LangeLand Ziekenhuis in Zoetermeer gefuseerd. Het LangeLand heet vanaf dat moment HagaZiekenhuis Zoetermeer.

## Geschiedenis
De gemeenteraad van Den Haag besloot in 1819 tot de oprichting van een stadsziekenhuis. Het 'Burger Gasthuis' opende in 1823, het was gevestigd in een groot huis aan de Zuidwal. De instelling had zestig bedden en was verantwoordelijk voor de ziekenhuiszorg van 40.000 inwoners. In 1865 verhuisde men naar een nieuw pand aan de Zuidwal. In de daar op volgende jaren verwierf dat Ziekenhuis Zuidwal een goede naam, vooral op het gebied van medische en verpleegkundige opleidingen en de ontwikkeling van medische instrumenten.
Ziekenhuis Zuidwal verhuisde in december 1971 naar een nieuw gebouwd ziekenhuis aan de Leyweg in Den Haag Zuid-West. Het werd op 12 mei 1972 door koningin Juliana officieel geopend. De naam werd nu 'Ziekenhuis Leyenburg'. In 1996 werd het ziekenhuis geprivatiseerd, het is sindsdien geen gemeentelijke instelling meer maar kwam onder de verantwoordelijkheid te vallen van een zelfstandige stichting. Een fusie met de al eerder gefuseerde Haagse ziekenhuizen Juliana KinderZiekenhuis en Rode Kruis Ziekenhuis vond in 2004 plaats. De naam van dat conglomeraat op gezondheidszorggebied werd 'HagaZiekenhuis'.

## Bereikbaarheid
Het ziekenhuis is via OV-knooppunt Leyenburg bereikbaar per openbaar vervoer. Er stoppen bussen uit onder andere Wateringse Veld, Den Hoorn en het Westland.